# Scott Tracy
Scott Tracy es un personaje ficticio del programa de televisión de Supermarionation, los Thunderbirds de Gerry Anderson y sus posteriores películas Thunderbirds Are GO y Thunderbird 6. El personaje también aparece en la película de acción viva Thunderbirds (película).
Es el hijo mayor de Jeff Tracy (iniciador y financiador de Rescate Internacional), el nombre de Scott es en honor al astronauta Scott Carpenter.

## Biografía
Es el mayor de los hermanos Tracy. Las fuentes varían debido a que en la serie de los Thunderbirds no se menciona la edad ni la fecha de nacimiento de Scott. Un escritor sugiere que Scott nació el 14 de abril de 1996. Educado en las universidades de Yale y Oxford, él fue condecorado al valor durante su servicio en la Fuerza Aérea Americana, antes de aceptar ser parte de Rescate Internacional; dejó el servicio convirtiéndose en el principal piloto del Thunderbird 1. Normalmente es responsable de pilotar la nave y ser el primero en llegar a la zona de peligro, pero también tiene la tarea secundaria de ser el copiloto del Thunderbird 3 y conducir los vehículos de rescate junto con Virgil Durante las vacaciones de su padre se convierte en el jefe de Rescate Internacional temporalmente.
Como dato extra, ha sido el único que ha visto a The Hood cara a cara (en la película Thunderbirds Are Go: Scott le quita la máscara pero The Hood lo amenaza con una pistola e impide que lo siga).
En la serie de televisión original de los años 1960, Scott fue interpretado por Shane Rimmer. En la película del 2004, fue interpretado por Philip Winchester.
- Datos: Q1886308